# Pesthof

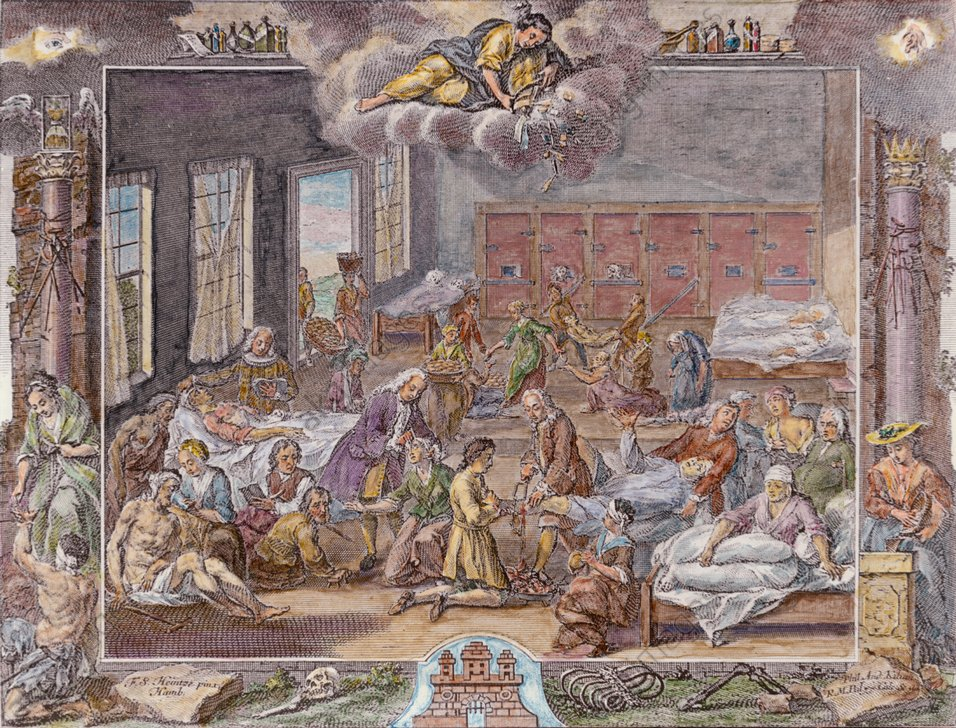
Im Hamburger Pesthof um 1750. Kupferstich von Philipp Andreas Kilian (1714–1759). Im Hintergrund die „Tollkisten“ für die „Tobsüchtigen“.

Der Pesthof (später Krankenhof) war eine vormoderne Einrichtung zur Aufnahme und Pflege von Kranken und Bedürftigen in Hamburg. Er wurde 1606 auf dem Hamburger Berg (heute St. Pauli) errichtet und beherbergte bis zu 1000 Kranke und andere Bedürftige. Während der französischen Besatzung Hamburgs wurde er 1814 abgerissen und 1823 durch das Allgemeine Krankenhaus St. Georg ersetzt.

## Geschichte

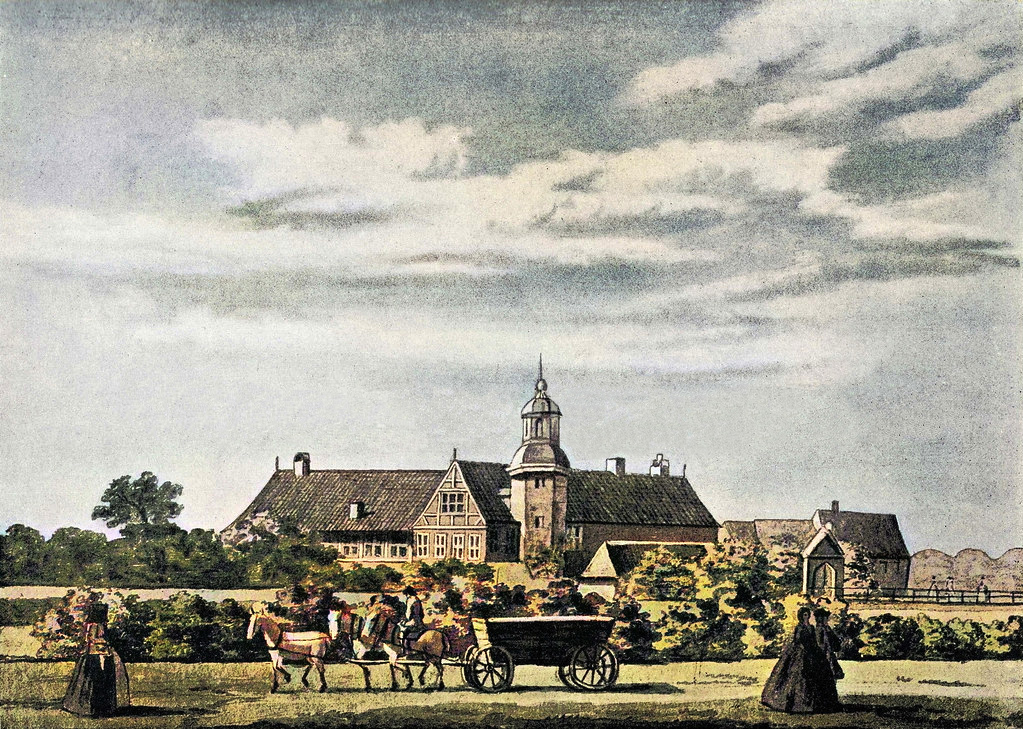
Ansicht des Pesthofs 1742

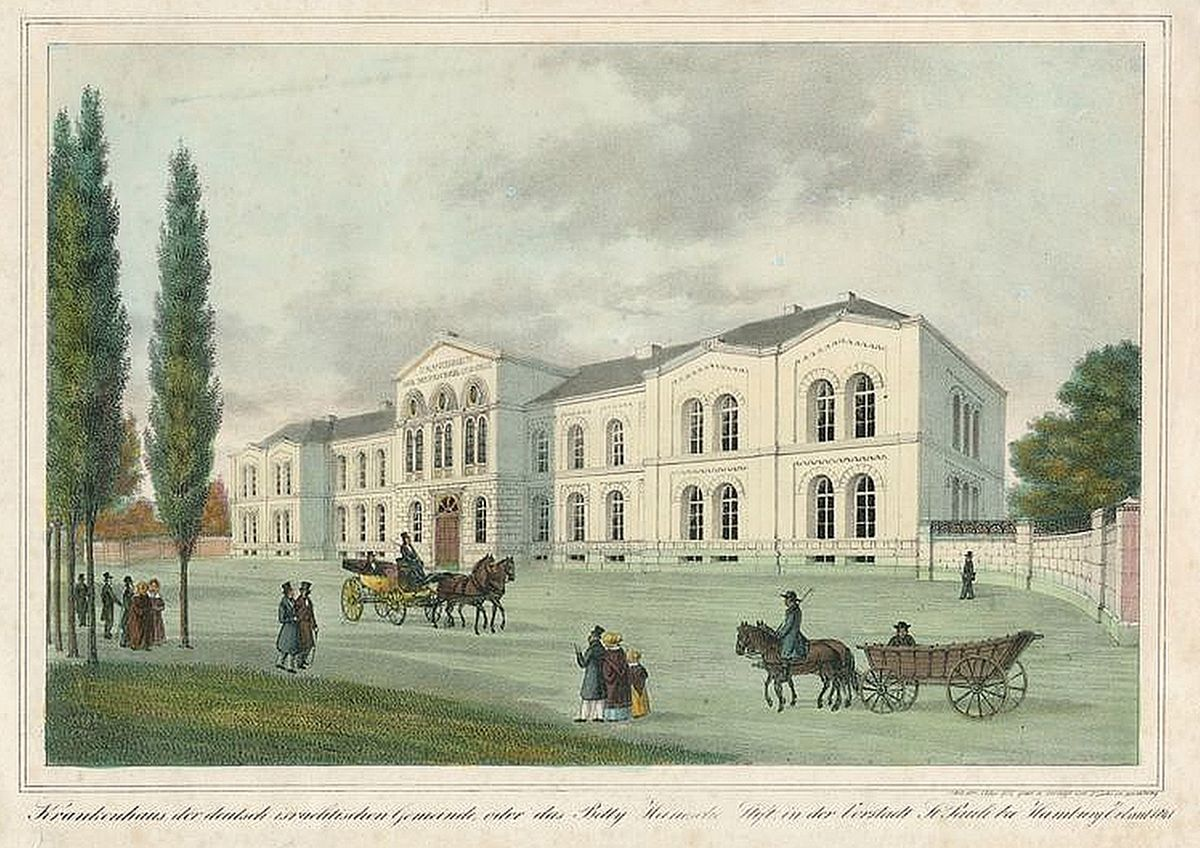
Israelitisches Krankenhaus auf dem einstigen Pesthofgelände, Lithografie der Gebrüder Suhr

Die Gründung des Pesthofs stand im Zusammenhang mit wiederkehrenden Pestepidemien im 15. und 16. Jahrhundert. Anders als die Lepra und andere Infektionskrankheiten, die nur begrenzte und leicht isolierbare Bevölkerungsteile betrafen, forderte die Pest in kurzer Zeit große Opferzahlen aus allen sozialen Schichten. Da die mittelalterlichen Hospitäler (Heiligengeist, Hiob, St. Georg) mit der Versorgung so vieler Kranker überfordert waren, wurden die Pestkranken zunächst in provisorischen Lazaretten vor den Toren der Stadt – auf dem Gebiet der heutigen Neustadt – untergebracht und nach dem Tode auch hier bestattet.
Zu Beginn des 17. Jahrhunderts war das Gebiet der Neustadt aber bereits so dicht besiedelt, dass die Wohnhäuser zum Teil direkt an die alten Pestlazarette angrenzten. Anlässlich eines erneuten Seuchenausbruchs im Jahre 1604 beschlossen Rat und Bürgerschaft daher die Gründung eines neuen „Pesthofes“ auf dem Hamburger Berg, auf halbem Weg zur Nachbarstadt Altona. Das Areal befand sich an der heutigen Clemens-Schultz-Straße, Ecke Annenstraße und umfasste mehrere Gebäude, darunter auch ein „Tollhaus“ für psychisch Kranke. Der Pesthof war keine städtische Einrichtung, sondern eine bürgerliche Stiftung wie die mittelalterlichen Hospitäler, wie dort gab es auch im Pest- bzw. Krankenhof die Möglichkeit, sich einen Altersruhesitz zu erkaufen. Zur Betreuung der Bewohner bestand eine eigene Pfarrstelle. 1768/69 erbaute Johannes Kopp die achteckige Pesthofkirche nach dem Entwurf von Cai Dose für die Hörner Kirche.
Im Belagerungswinter 1813/14 wurde der Krankenhof samt Kirche wie auch die gesamte Umgebung von den französischen Besatzern niedergebrannt, um freies Schussfeld gegen anrückende Belagerer zu schaffen. Die Kranken wurden vertrieben. Etwa 800 von ihnen kamen in der Johanniskirche in Eppendorf unter, wo das Fleckfieber viele dahinraffte. Die letzten überlebenden Kranken wurden in das Gast- und Krankenhaus am Alsterfleet evakuiert.
Als Ersatz für den Krankenhof wurde schließlich 1823 das von Carl Ludwig Wimmel neu erbaute Allgemeine Krankenhaus in St. Georg als erste nunmehr städtische Heilanstalt eröffnet. Das Gelände des einstigen Pesthofes wurde ab 1841 durch das von Salomon Heine gestiftete Israelitische Krankenhaus genutzt. 